# Diga di Gaborone
La Diga di Gaborone è una diga sul fiume Notwane in Botswana, con una capacità di 141.100.000 metri cubi. È operata dalla Water Utilities Corporation, e fornisce acqua alla capitale del Botswana, Gaborone.

## Posizione
La diga si trova a sud dell'area urbana di Gaborone, e fornisce acqua sia a quest'ultima che a Lobatse. L'effettivo bacino idrografico occupa circa 225 chilometri quadrati ed è connesso con i fiumi Notwane, Taung, Metsemaswaane e Nywane. Tra il 1971 e il 2000, le precipitazioni medie sono state tra i 450 e i 550 millimetri. Le temperature vanno dai 10 °C (50 °F) in inverno ai 37 °C (99 °F) in estate. L'evapotraspirazione potenziale media annua è di circa 1400 millimetri all'anno.